# Carica crassipetala
Carica crassipetala là một loài thực vật có hoa trong họ Caricaceae. Loài này được V.M.Badillo mô tả khoa học đầu tiên năm 1967.